# Kayla – Mein Freund aus der Wildnis
Kayla – Mein Freund aus der Wildnis ist ein kanadischer Kinderfilm von Regisseur Nicholas Kendall aus dem Jahr 1999. Es entstand nach dem Buch von Elizabeth van Steenwyk.

## Handlung
Der zwölfjährige Sam zieht mit seiner Mutter in ein Dorf in Kanada in den 1920er Jahren. Sein Vater ist vor vielen Jahren bei einer Expedition zu den Eskimos verschollen. Sams Mutter hat inzwischen einen neuen Mann kennengelernt, den sie geheiratet hat.
Für Sam ist sein Vater allerdings nicht tot. Er klammert sich an den Gedanken, dass dieser wieder auftauchen könnte. Auch die Eingewöhnung an das Leben in einem einsamen Dorf erweist sich nicht einfach für den Jungen.
Ein Rudel verwilderter Schlittenhunde taucht in den Wäldern um das Dorf auf. Trotz Widerspruch von Sams Stiefvater entscheidet die Dorfversammlung, dass Giftfallen gegen die Hunde aufgestellt werden.
Bei einem Ausflug in den Wald verletzt sich Sam. Da taucht der Anführer des Hunderudels auf. Sam meint in ihm den ehemaligen Schlittenhund seines Vaters zu erkennen. Da der Hund den Jungen immer wieder antreibt, gelangt er schließlich wieder zum Haus seiner Mutter.
Währenddessen sind die ersten Hunde vergiftet worden. Der Hund, der Sam gerettet hat, taucht beim Haus auf. Sams Stiefvater will ihn erschießen, doch Sam verhindert dies. Schließlich wird der Hund ganz zutraulich und bleibt bei Sam.
Ein Nachbar ist mit dieser Entwicklung überhaupt nicht einverstanden und erwirkt beim Friedensrichter ein Urteil, dass der Hund erschossen werden soll. Der Dorfpolizist sieht die Freundschaft zwischen Sam und dem Hund und legt das Richterurteil so aus, dass es sich um einen anderen Hund handeln muss.
Im Dorf soll zum winterlichen Dorffest ein Hunderennen stattfinden. Sam möchte daran teilnehmen. Doch dafür braucht er einen Hundeschlitten. Hilfe findet er bei Jaynie, der Tochter des Nachbarn. Da Jaynie sehr geschickt ist, ist der Schlitten bald fertig.
Während Sam mit dem Hundeschlitten trainiert, versucht Jaynie ihm die Kultur der Eskimos näherzubringen. Unter anderem, dass ein ausziehender Jäger auch immer eine Hundefigur mitführt. Diese Figur soll ihn daran erinnern, dass er nicht nur für sich alleine jagt, sondern für das ganze Dorf. Sam will davon allerdings nichts wissen. Sein Vater hat gesagt, Eskimos sind primitive Wilde.
Verbissen nimmt Sam schließlich am Rennen teil. Jaynie hatte ihm allerdings heimlich doch eine Hundefigur zugesteckt. Als Sam beim Rennen zurückliegt, will er aufgeben. Da entdeckt er die Figur und fasst wieder Mut. Ihm wird bewusst, dass es um die Gruppe geht. Ohne Jaymies Hilfe hätte er erst gar nicht am Rennen teilnehmen können. Und so gewinnt er schließlich sogar das Rennen.

## Kritiken
„Ein in faszinierender Landschaft angesiedelter Abenteuerfilm für Kinder, der fern der gängigen Hektik von Actionfilmen einen eigenen erzählerischen Rhythmus findet. In den Sorgen und Konflikten des Jungen, der seinen Vater, einen berühmten Polarforscher, verloren hat, spiegeln sich zudem vielfältige Fragen um Selbstfindung, Freundschaft, Familie und Solidarität.“

## Auszeichnungen
- 1998: Chicago International Children’s Film Festival, Preis der Erwachsenen Jury
- 1999: Nominierung für die beste Ausstattung bei der Verleihung des Prix Jutra